# プリムス・ホライゾンTC3
ホライゾンTC3（Horizon TC3 ）は、プリムスが販売していたクーペ型乗用車である。

## 概要
1979年、プリムスはホライゾンベースの乗用車として、ダッジ・オムニ024とプラットフォームを共有した3ドアクーペを発売することを決定する。ベース車にならい「ホライゾン」を冠するも独自の個性が与えられた。エンジンは直列4気筒を使用。トランスミッションはAT、MT両方が用意された。駆動方式は前輪駆動のみ。
1980年、プリムスはホライゾンTC3の名前をTC3へ変更する。これはベース車ホライゾンと同一視されないようにするためである。

## 後継
TC3は一定の人気を獲得できなかったため、プリムスはリファインの上新しいネーミングを与えることを決定。1981年にプリムス・ツーリスモの販売を開始した。